# We Run This
We Run This är en låt av den amerikanska rapparen Missy Elliott från albumet The Cookbook (2005). Låten är också en singel från kompilationsalbumet Respect M.E. (2006). "We Run This" nådde nummer 48 på Billboard Hot 100.